# Стабілізація
Стабілізація (англ. stabilization, нім. Stabilisierung f) — зміцнення, набування стійкості, незмінності, сталості. Стабілізація системи — зміна динамічних властивостей системи, спрямована на підвищення її стійкості, інтенсифікацію затухання перехідного процесу, зменшення впливу зовнішніх збурень. Стабілізація здійснюється зміною параметрів або структури системи. Стабілізація — окремий випадок корекції динамічних властивостей.